# قهوه ربوستا

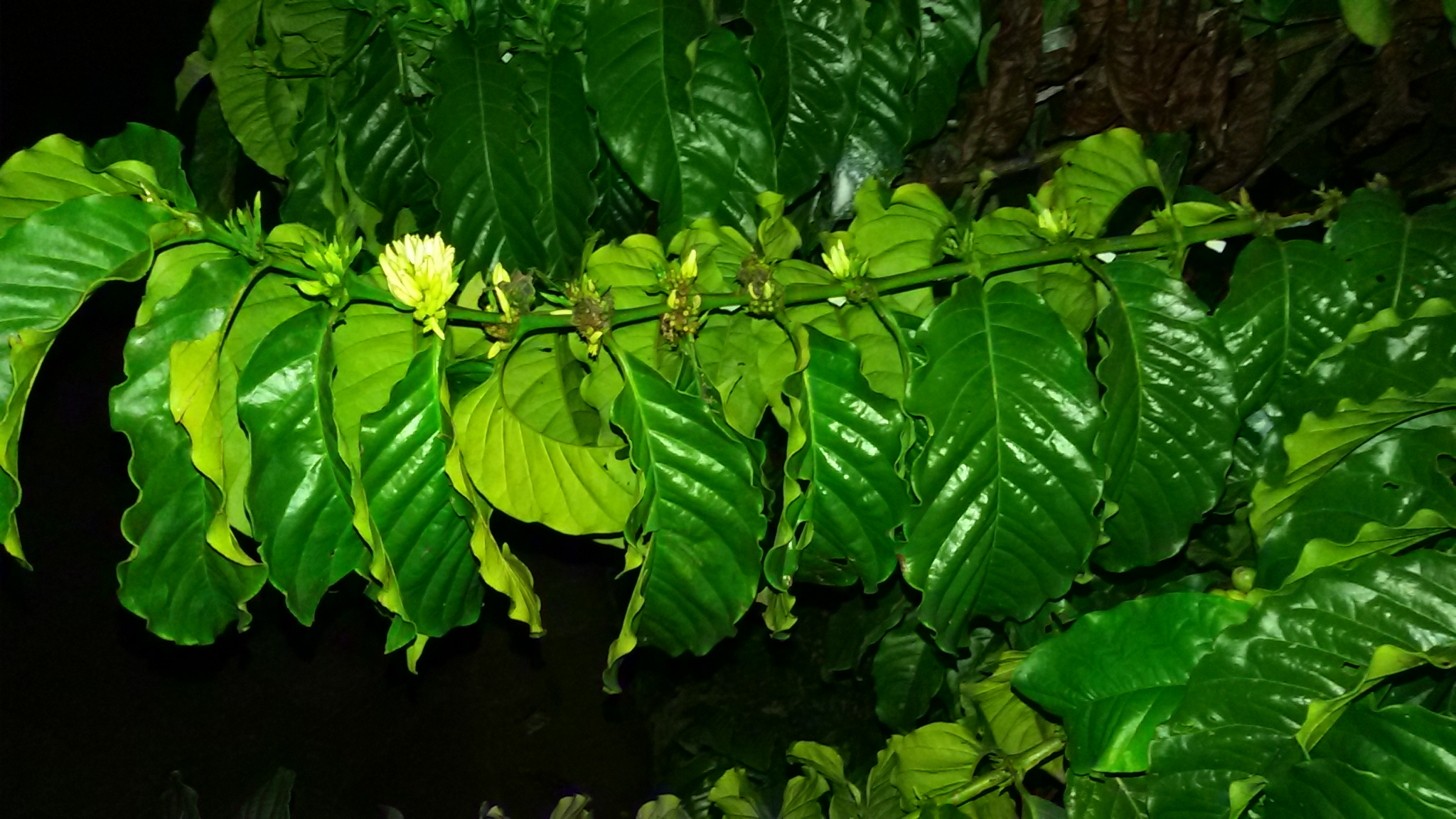
گل‌های قهوه روبوستا

قهوه روبوستا (انگلیسی: Robusta coffee) از دانه گیاه قهوه کانفورا تهیه می‌گردد. این قهوه گونه‌ای مقاوم با اسیدیته کم و تلخی بالا است. قهوه کانفورا به‌طور معمول به عنوان هم‌خانواده قهوه روبوستا شناخته می‌شود، که عمدتاً در تهیه قهوه فوری و اسپرسو مورد استفاده قرار می‌گیرد.

## برخی از معروف ترین قهوه های ربوستا
- قهوه روبوستا تانزانیا
- قهوه روبوستا اوگاندا
- قهوه روبوستا جاوا
- قهوه روبوستا اندونزی
- قهوه روبوستا کنگو
- قهوه روبوستا ویتنام